# Hypomma clypeatum
Hypomma clypeatum är en spindelart som beskrevs av Roewer 1942. Hypomma clypeatum ingår i släktet Hypomma och familjen täckvävarspindlar.
Artens utbredningsområde är Bioko. Inga underarter finns listade i Catalogue of Life.